# Кючюк-Озенбаш (фортеця)
Кючюк-Озенбаш (крим. Küçük Özenbaş) — руїни середньовічного замку XIII—XIV століття. Розташовані на південній околиці села Многоріччя (колишній Кючюк-Озенбаш) біля однойменного джерела. Рішенням ВР АРК № 914-2/20 від 16 лютого 2000 року «замок Кучук-Узен-баш пізнього середньовіччя» оголошено пам’яткою історії регіонального значення.

## Опис
Укріплення розміщувалося на скельному майданчику розміром 65 на 40 м і площею 0,18 гектара. З північного сходу та північного заходу скеля обмежена урвищами заввишки 5-15 м, з південного заходу — яром із глибиною до 10 м. З доступного боку підступи були відгороджені фортечною стіною близько 30 м завдовжки, складеною з буту на вапняному розчині; нині стіна сильно зруйнована і майже не простежується на поверхні. Під час обстеження укріплення було знайдено уламки кераміки XIII—XIV століття, що дало змогу датувати пам'ятку. Замок був стратегічно вигідно розташований — давав змогу контролювати південні схили Ай-Петрі та дорогу на перевал Лапата-Богаз (на Південний берег Криму), східні схили масиву Бойка, Кючюк-Узенбашську долину і верхів'я Бельбека. Археологічних розкопок не проводили і в науковій літературі Кючюк-Узенбашського укріплення не описано. Територія городища до недавнього часу перебувала в житловій частині села, і середньовічні залишки перекриті забудовою XVIII—XX століття.
Існує версія, що Кючюк-Озенбашський ісар, разом із селами Кючюк-Озенбаш та Буюк-Озенбаш, належав до володінь власника замку Кіпія у складі князівства Феодоро.